# Cazaunous
Cazaunous település Franciaországban, Haute-Garonne megyében. Lakosainak száma 65 fő (2022. január 1.). Cazaunous Arbon, Arguenos, Juzet-d’Izaut, Malvezie, Moncaup és Saint-Pé-d’Ardet községekkel határos.

## Népesség
A település népességének változása:
| Lakosok száma | 58   | 46   | 47   | 65   | 65   | 73   | 72   | 70   | 69   | 65   |
|               | 1968 | 1982 | 1990 | 2006 | 2013 | 2015 | 2017 | 2019 | 2020 | 2022 |